# Fünfknopfturm

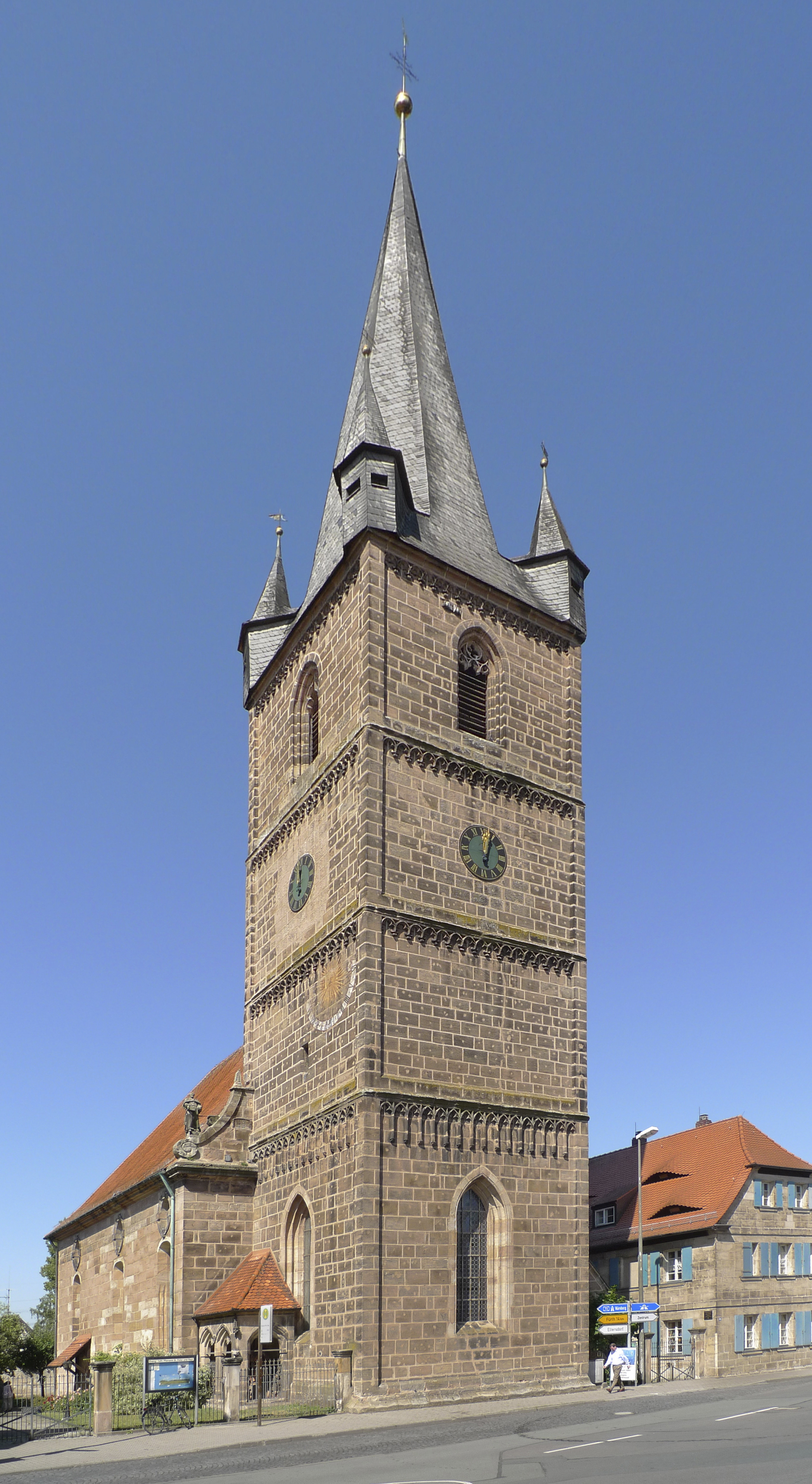
Kirche St. Peter und Paul in Erlangen-Bruck

Als Fünfknopfturm werden zumeist gotische Türme bezeichnet, die außer der Turmspitze auch an den vier Ecken auf Höhe des Turmhelms kleine Türmchen aufweisen. Sie tragen daher fünf Turmkugeln, auch „Turmknöpfe“ genannt. Die Ecktürmchen können integrale Teile des viereckigen Turmhelms sein, oder auf auskragenden Erkern stehen. Diese Wichtürme oder Scharwachttürme – salopp wegen ihrer speziellen Form auch „Pfefferbüchsen“ genannt – dienten einst als Ausguck für Wächter und bei Angriffen zur Verteidigung des unmittelbaren Turmbereichs.

## Städtische Wehrtürme
Als feststehende Namen werden fünfknöpfige Wehrtürme in zwei deutschen Städten so bezeichnet:
- der Fünfknopfturm in Kaufbeuren,
- der Fünfknopfturm in Schwäbisch Gmünd.

In der Funktion identisch sind:
- der Fünfgratturm in Augsburg
- der Fehnturm in Herzogenaurach
- der Blaue Turm in Bad Wimpfen,
- der Turm Luginsland der Nürnberger Burg
- der Rententurm und der Eschenheimer Turm in Frankfurt am Main
- der Diebsturm in Lindau

## Gotische Sakralbauten

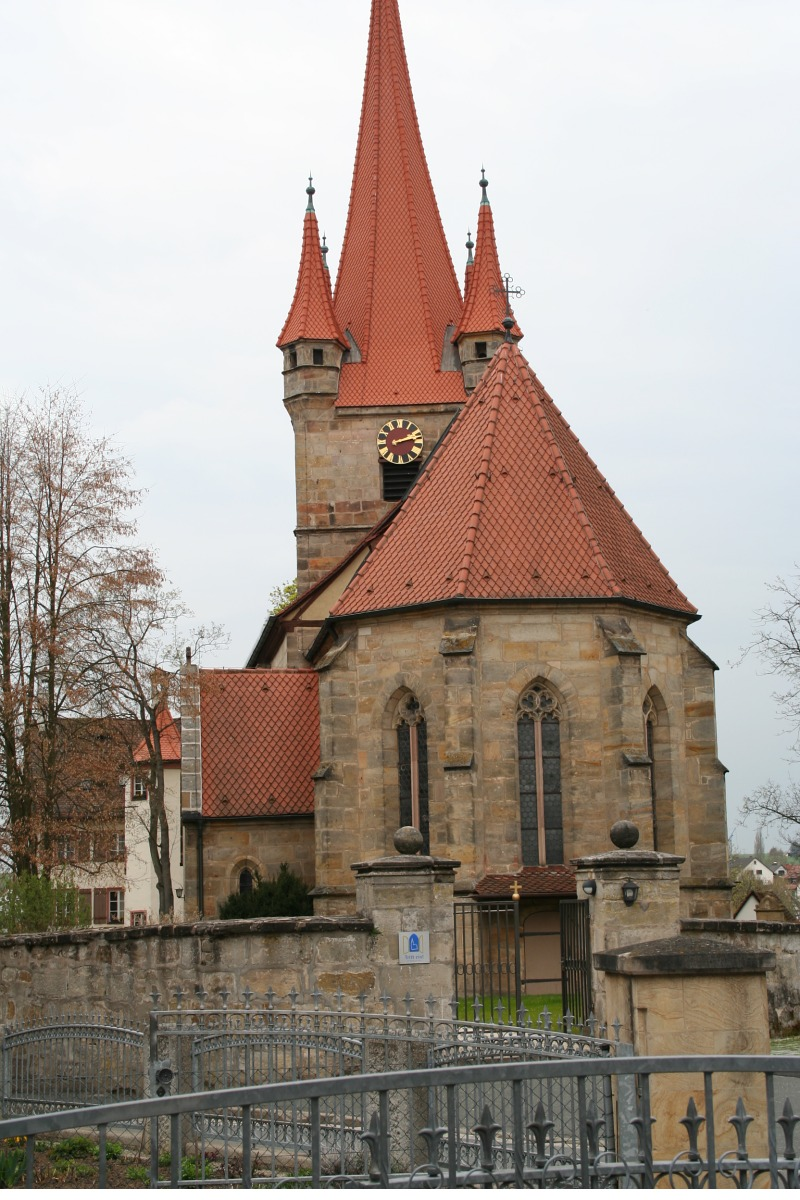
St.- Matthäus-Kirche in Heroldsberg

Bei Kirchen mit Fünfknopftürmen aus dem 15. Jahrhundert erfüllten die Ecktürmchen so wie bei städtischen Wehrtürmen die Aufgabe, optimale Sichtpositionen der Wächter im Belagerungsfall zu schaffen. Die typischen Chortürme dieser Zeit dienten als Fluchträume der Bevölkerung, es ging also auch um die unmittelbare Verteidigung. Beispiele dafür geben eine Reihe gotischer Kirchen, die im 15. Jahrhundert in Gebieten mit erhöhten kriegerischen Auseinandersetzungen gebaut wurden. Verbreitungsschwerpunkte dieser Bauten liegen in Franken (Zeit des Ersten Markgrafenkrieges) und Siebenbürgen (Zeit der Türkenkriege):

### Standorte in Franken und der westlichen Oberpfalz
- Ahorn (Landkreis Coburg), Schlosskirche
- Altenkunstadt, Katholische Pfarrkirche Mariä Geburt
- Amlingstadt, St. Ägidius
- Bad Staffelstein, Katholische Pfarrkirche St. Kilian und Georg
- Baunach, St. Oswald
- Berg bei Neumarkt in der Oberpfalz, Pfarrkirche St. Vitus
- Dietenhofen, St. Andreas
- Ebermannstadt, St. Nikolaus (bis ca. 1850)
- Ebersdorf bei Coburg, St. Laurentius
- Eggolsheim, Katholische Pfarrkirche St. Martin
- Erlangen-Bruck, St. Peter und Paul
- Feucht, St. Jakob
- Fürth-Burgfarrnbach, St. Johannis[2]
- Geisfeld (Strullendorf), St. Maria Magdalena
- Gleußen, Evangelisch-lutherische Pfarrkirche
- Grub am Forst, St. Ägidius
- Hannberg, Wehrkirche Hannberg
- Heroldsberg, St.- Matthäus-Kirche
- Kirchehrenbach, Pfarrkirche St. Bartholomäus
- Leutenbach, St. Jakob
- Scherneck, evangelisch-lutherische Pfarrkirche
- Schnaittach, Pfarrkirche St. Kunigund
- Schottenstein, St. Pankratius
- Stettfeld, Katholische Pfarrkirche Mariae Himmelfahrt
- Zeil am Main, Stadtpfarrkirche St. Michael

Bei anderen fränkischen Kirchen wurden die Scharwachttürmchen der gotischen Fünfknöpfe bei späteren Sanierungen zurückgebaut, wie bei der Kirchenburg St. Marien zum Gesees oder den Kirchen in Eschenbach, Offenhausen, Ottensoos und Pommelsbrunn. Man erkennt dies in vielen Fällen noch an der Dachform.

### Standorte in Siebenbürgen
- Stadtpfarrkirche (Hermannstadt)
- Evangelische Stadtpfarrkirchen in Bistrița, Sebeș und Saschiz (Siebenbürgen)
- Margarethenkirche (Mediaș)
- Kirchenburg in Cincu
- Kirchenburg in Cristian
- Kirchenburg in Hărman

### Standorte in anderen Regionen
- St. Anna (Bacharach-Steeg)
- Berka/Werra, St. Laurentius
- St. Marien (Bernburg)
- Kirche Zum Heiligen Kreuz (Bettenhausen)
- Brilon, Propsteikirche St. Petrus und Andreas
- St. Petri (Brumby)
- St. Bartholomäus (Ebeleben)
- Cheb (Eger), St. Nikolaus (Rekonstruktion der gotischen Turmhelme im Jahre 2008)
- Engerda, St. Michael
- St.-Crucis-Kirche (Großenehrich) (eigentlich ein „Sechsknopfturm“)
- St. Jakobus (Guldental)
- St. Margarethen (Kahla)
- Külsheim, römisch-katholische Pfarrkirche St. Martin
- St.-Petri-Kirche in Lübeck
- Malching, Pfarrkirche St. Ägidius
- Mittweida, Stadtkirche
- Jakobikirche (Mühlhausen), seltenes Beispiel einer Fünfknopf-Doppelturmfront
- Stadtkirche Müncheberg
- Naumburger Dom (Westtürme)
- Evangelische Kirche Ostheim (Butzbach)
- St. Johannes der Täufer (Petting)
- Stadtkirche Pößneck
- St. Antonius (Rauenthal)
- Rhaunen, Evangelische Pfarrkirche
- Roda (Frohburg), Kirche Roda (Frohburg)
- Johanneskirche (Saalfeld), Doppeltürme am Chor
- Kirchenburg Schwallungen
- St. Petri (Seehausen), ebenfalls Doppelturmfront
- St. Petri (Stendal)
- Teutleben, St. Michaelis
- Mariä Himmelfahrt (Türkheim)
- Ummerstadt, St.-Andreas-Kirche (Turm bis 1945 erhalten)
- Frauenkirche (Wasserburg am Inn)
- Pfarrkirche Haag (Niederösterreich)

Bei frühgotischen Türmen, deren Ecktürmchen vom Turmhelm deutlich abgesetzt sind, wird die Bezeichnung Fünfknopf eher nicht verwendet, wie bei der Elisabethkirche in Marburg oder der Liebfrauenkirche in Frankenberg an der Eder. Auch bei stärker gegliederten Dachformen, wie den zweireihigen Eckturmgruppen der Teynkirche in Prag, trifft der Begriff „Fünfknopf“ nicht mehr zu. Nahe verwandt sind Türme mit vier Scharwachttürmchen, aber abweichenden Haupthelmen, wie die Kirche St. Petri in Brumby.
Einen Sonderfall unter den fünfknöpfigen Sakralbauten stellt der Rote Turm in Halle/Saale dar, der als Campanile der Marktkirche Unser Lieben Frauen gebaut wurde.

## Fünfknopftürme der Neugotik
Fünfknopfturme wurden wieder im Stil der Neugotik gebaut, deren Ecktürmchen haben jedoch nur noch ästhetische Funktion. Beispiele sind:
- die Briesnitzer Kirche (1882) im Dresdner Stadtteil Briesnitz
- die Katharinenkirche (Buchholz) im Ortsteil von Annaberg-Buchholz
- die Christuskirche (Freital) (1869)
- die Johanneskirche (Meißen-Cölln) (1898) mit Kreuzblumen statt Turmknäufen
- die St.-Salvator-Kathedrale (Turmhelm 1877) in Brügge
- die Dorfkirche (1899) im Hohenmölsener Ortsteil Granschütz
- die Pfarrkirche St. Johannes (1857) in Hechingen
- die St.-Johannis-Kirche (1882) im Hamburger Stadtteil Rotherbaum
- die Schlosskirche (Turmhelm 1864) in Königsberg
- die St.-Matthäi-Kirche (1900) in Lübeck
- die St.-Lorenz-Kirche (1900) in Lübeck
- die Ev. Lutherkirche im Stadtteil Röxe von Stendal
- die Apostelkirche (1900) in Viernheim
- die Stadtkirche (1878) in Warin.

Das Braunschweiger Rathaus ist Beispiel für Repräsentationsgebäude im neugotischen Stil. Noch verspielter wirkt die Adaption gotischer Scharwachttürme bei der neugotischen Turmzier der Liebfrauenkirche in Wernigerode, mit vier dazwischenliegenden Uhr- und vier darüberliegenden Obertürmchen.